# Magda Linette

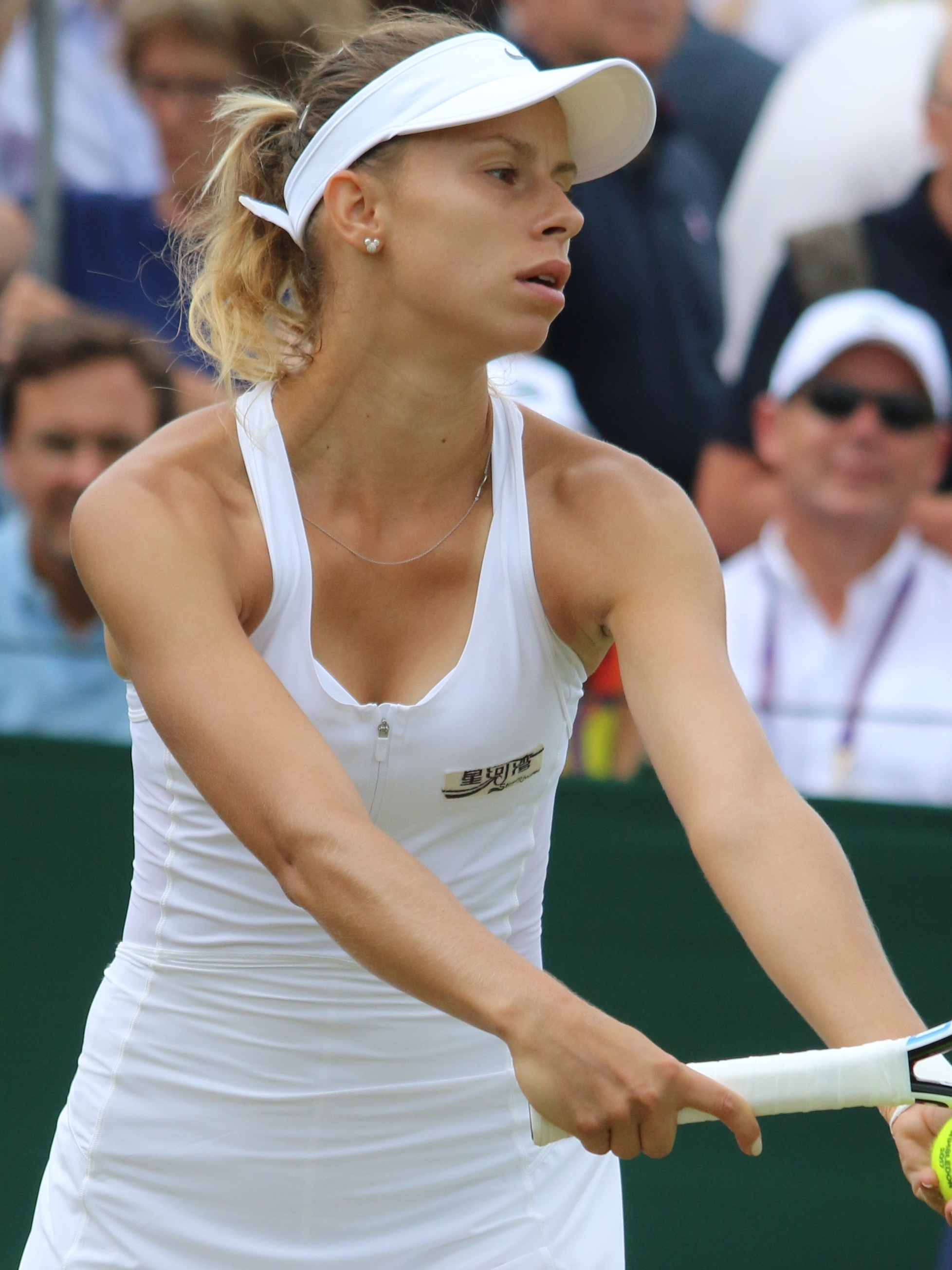
Wimbledon 2017

Magda Linette (Poznań, 12 februari 1992) is een tennisspeelster uit Polen. Zij begon met tennis toen zij zes jaar oud was. Haar favoriete ondergrond is gravel en hardcourt. Zij speelt rechtshandig en heeft een tweehandige backhand. Zij is actief in het proftennis sinds 2009.

## Loopbaan

### Enkelspel
Linette debuteerde in 2007 op het ITF-toernooi van Warschau (Polen). Zij stond in 2010 voor het eerst in een finale, op het ITF-toernooi van Szczecin (Polen) – hier veroverde zij haar eerste titel, door de Estische Margit Rüütel te verslaan. Tot op heden(juli 2024) won zij elf ITF-titels, de meest recente in 2019 in Manchester (VK).
In 2013 kwalificeerde Linette zich voor het eerst voor een WTA-hoofdtoernooi, op het toernooi van Straatsburg. Zij bereikte er de tweede ronde. Zij stond in 2014 voor het eerst in een WTA-finale, op het toernooi van Ningbo – hier veroverde zij haar eerste titel, door de Chinese Wang Qiang te verslaan.
In 2015 nam Linette voor het eerst deel aan een grandslamtoernooi, op Roland Garros. Zij bereikte de derde ronde op Roland Garros 2017 en op het Australian Open 2018.
In 2019 won zij het WTA-toernooi van The Bronx – in de finale versloeg zij de Italiaanse Camila Giorgi. In september kwam zij binnen in de top 50 van de wereldranglijst.
In 2020 won Linette het WTA-toernooi van Hua Hin – in de finale versloeg zij de Zwitserse Leonie Küng.
In 2021, tijdens de tweede ronde van Roland Garros, versloeg Linette de regerend nummer één van de wereldranglijst, de Australische Ashleigh Barty die tijdens de tweede set de strijd moest staken wegens een heupblessure.
Op het Australian Open 2023 kwam Linette voor het eerst in haar loopbaan op een grandslamtoernooi verder dan de derde ronde – zij bereikte de halve finale, door onder meer Caroline Garcia en Karolína Plíšková te verslaan. In maart kwam zij binnen op de top 20.
In 2024 won Linette het WTA-toernooi van Praag – in de finale versloeg zij landgenote Magdalena Fręch.

### Dubbelspel
In eerste instantie behaalde Linette in het dubbelspel iets betere resultaten dan in het enkelspel. Later concentreerde zij zich op het enkelspel. Zij debuteerde in 2007 op het ITF-toernooi van Oletzko (Polen) samen met de Zweedse Karolina Domański. Zij stond in 2010 voor het eerst in een finale, op het ITF-toernooi van Opole (Polen), samen met landgenote Paula Kania – zij verloren van het duo Oksana Kalasjnikova en Palina Pechava. In 2012 veroverde Linette haar eerste titel, op het ITF-toernooi van Ystad (Zweden), samen met landgenote Katarzyna Piter, door het duo Oksana Kalasjnikova en Lenka Wienerová te verslaan. In totaal won zij acht ITF-titels, de laatste in 2013 in Limoges (Frankrijk).
In 2010 speelde Linette voor het eerst op een WTA-hoofdtoernooi, op het toernooi van Warschau, samen met landgenote Paula Kania. Zij stond in 2014 voor het eerst in een WTA-finale, op het toernooi van Guangzhou, samen met Française Alizé Cornet – zij verloren van het koppel Chuang Chia-jung en Liang Chen.
In 2015 nam Linette voor het eerst deel aan een grandslamtoernooi, op Roland Garros, samen met Française Alizé Cornet – zij bereikten er de tweede ronde. Op het US Open 2018 bereikte zij de derde ronde, met de Australische Ajla Tomljanović aan haar zijde. In 2021 behaalde zij haar beste grandslamresultaat: de halve finale op Roland Garros 2021 samen met de Amerikaanse Bernarda Pera.
In 2022 veroverde Linette haar eerste WTA-titel, op het toernooi van Charleston, samen met de Sloveense Andreja Klepač, door het koppel Lucie Hradecká en Sania Mirza te verslaan.

### Tennis in teamverband
In de periode 2011–2023 maakte Linette deel uit van het Poolse Fed Cup-team – zij behaalde daar een winst/verlies-balans van 16–15.

## Posities op deWTA-ranglijst
Positie per einde seizoen:
| jaar | rang enkelspel | rang dubbelspel |
| ---- | -------------- | --------------- |
| 2009 | 1008           | –               |
| 2010 | 194            | 676             |
| 2011 | 248            | 221             |
| 2012 | 296            | 198             |
| 2013 | 148            | 119             |
| 2014 | 117            | 155             |
| 2015 | 89             | 116             |
| 2016 | 96             | 192             |
| 2017 | 71             | 139             |
| 2018 | 83             | 136             |
| 2019 | 42             | 411             |
| 2020 | 40             | 161             |
| 2021 | 57             | 56              |
| 2022 | 49             | 45              |
| 2023 | 24             | 42              |

## Palmares
| Legenda                 |
| ----------------------- |
| Grandslamtoernooi       |
| Olympische Spelen       |
| Year-End Championships  |
| Premier Mandatory       |
| Premier Five / WTA 1000 |
| Premier / WTA 500       |
| International / WTA 250 |
| Challenger / WTA 125    |

### Overwinningen op een regerend nummer 1
Linette heeft tot op heden éénmaal een partij tegen een op dat ogenblik heersend leider van de wereldranglijst gewonnen (peildatum 3 juni 2021):
| nr. | datum      | toernooi      | ronde        | tegenstandster | score          |         |
| --- | ---------- | ------------- | ------------ | -------------- | -------------- | ------- |
| 1.  | 2021-06-03 | Roland Garros | tweede ronde | Ashleigh Barty | 6-1, 2-2, opg. | details |

### WTA-finaleplaatsen enkelspel
| nr.              | finale     | toernooi          | ondergrond | tegenstandster         | score         |         |
| ---------------- | ---------- | ----------------- | ---------- | ---------------------- | ------------- | ------- |
| gewonnen finales |            |                   |            |                        |               |         |
| 1.               | 2014-11-02 | WTA Ningbo        | hardcourt  | Wang Qiang             | 3-6, 7-5, 6-1 | details |
| 2.               | 2019-08-24 | WTA The Bronx     | hardcourt  | Camila Giorgi          | 5-7, 7-5, 6-4 | details |
| 3.               | 2020-02-16 | WTA Hua Hin       | hardcourt  | Leonie Küng            | 6-3, 6-2      | details |
| 4.               | 2024-07-26 | WTA Praag         | gravel     | Magdalena Fręch        | 6-2, 6-1      | details |
| verloren finales |            |                   |            |                        |               |         |
| 1.               | 2015-09-20 | WTA Japan (Tokio) | hardcourt  | Yanina Wickmayer       | 6-4, 3-6, 3-6 | details |
| 2.               | 2018-06-10 | WTA Bol           | gravel     | Tamara Zidanšek        | 1-6, 3-6      | details |
| 3.               | 2019-09-22 | WTA Seoel         | hardcourt  | Karolína Muchová       | 1-6, 1-6      | details |
| 4.               | 2022-09-18 | WTA Chennai       | hardcourt  | Linda Fruhvirtová      | 6-4, 3-6, 4-6 | details |
| 5.               | 2022-10-29 | WTA Tampico       | hardcourt  | Elisabetta Cocciaretto | 6-7, 6-4, 1-6 | details |
| 6.               | 2023-09-23 | WTA Guangzhou     | hardcourt  | Wang Xiyu              | 0-6, 2-6      | details |
| 7.               | 2024-04-21 | WTA Rouen         | gravel (i) | Sloane Stephens        | 1-6, 6-2, 2-6 | details |

### WTA-finaleplaatsen vrouwendubbelspel
| nr.              | finale     | toernooi       | ondergrond | partner              | tegenstandsters                      | score            |         |
| ---------------- | ---------- | -------------- | ---------- | -------------------- | ------------------------------------ | ---------------- | ------- |
| gewonnen finales |            |                |            |                      |                                      |                  |         |
| 1.               | 2022-04-10 | WTA Charleston | gravel     | Andreja Klepač       | Lucie Hradecká Sania Mirza           | 6-2, 4-6, [10-7] | details |
| 2.               | 2022-06-25 | WTA Eastbourne | gras       | Aleksandra Krunić    | Ljoedmyla Kitsjenok Jeļena Ostapenko | walk-over        | details |
| verloren finales |            |                |            |                      |                                      |                  |         |
| 1.               | 2014-09-20 | WTA Guangzhou  | hardcourt  | Alizé Cornet         | Chuang Chia-jung Liang Chen          | 6-2, 6-7, [7-10] | details |
| 2.               | 2016-10-16 | WTA Tianjin    | hardcourt  | Xu Yifan             | Christina McHale Peng Shuai          | 6-7, 0-6         | details |
| 3.               | 2017-04-15 | WTA Bogota     | gravel     | Verónica Cepede Royg | Beatriz Haddad Maia Nadia Podoroska  | 3-6, 6-7         | details |

## Resultaten grandslamtoernooien
| Legenda | Legenda                          |
| ------- | -------------------------------- |
| g.t.    | geen toernooi gehouden           |
| l.c.    | lagere categorie                 |
| –       | niet deelgenomen                 |
| G       | uitgeschakeld in de groepsfase   |
| 1R      | uitgeschakeld in de eerste ronde |
| 2R      | uitgeschakeld in de tweede ronde |
| 3R      | uitgeschakeld in de derde ronde  |
| 4R      | uitgeschakeld in de vierde ronde |
| KF      | uitgeschakeld in de kwartfinale  |
| HF      | uitgeschakeld in de halve finale |
| F       | de finale verloren               |
| W       | het toernooi gewonnen            |
| w-v     | winst/verlies-balans             |

### Enkelspel
| toernooi        | 2015 | 2016 | 2017 | 2018 | 2019 | 2020 | 2021 | 2022 | 2023 | 2024 |
| --------------- | ---- | ---- | ---- | ---- | ---- | ---- | ---- | ---- | ---- | ---- |
| Australian Open | –    | 1R   | 1R   | 3R   | 1R   | 1R   | –    | 2R   | HF   | 1R   |
| Roland Garros   | 1R   | 1R   | 3R   | 1R   | 2R   | 1R   | 3R   | 2R   | 1R   | 1R   |
| Wimbledon       | 1R   | 1R   | 1R   | 1R   | 3R   | g.t. | 3R   | 2R   | 3R   | 1R   |
| US Open         | 2R   | 1R   | 1R   | 1R   | 2R   | 3R   | 1R   | 1R   | 2R   |      |

### Vrouwendubbelspel
| toernooi        | 2015 | 2016 | 2017 | 2018 | 2019 | 2020 | 2021 | 2022 | 2023 | 2024 |
| --------------- | ---- | ---- | ---- | ---- | ---- | ---- | ---- | ---- | ---- | ---- |
| Australian Open | –    | 1R   | 2R   | 2R   | 1R   | 1R   | –    | 3R   | 1R   | –    |
| Roland Garros   | 2R   | 2R   | 2R   | 1R   | –    | 2R   | HF   | 1R   | –    | 2R   |
| Wimbledon       | 1R   | –    | 1R   | –    | 1R   | g.t. | 1R   | 1R   | 2R   | 2R   |
| US Open         | 1R   | 1R   | –    | 3R   | 2R   | –    | 2R   | 1R   | KF   |      |